# Przygody Myszki
Przygody Myszki – polski serial animowany wyprodukowany przez Studio Filmów Rysunkowych w Bielsku-Białej, zrealizowany w latach 1976–1983 według pomysłu Władysława Nehrebeckiego, autora scenariuszy serii. Reżyserem odcinków jest Eugeniusz Kotowski. Serial emitowany m.in. na kanałach TVP Polonia, następnie na TVP ABC.
Serial został wydany na VHS i DVD. Dystrybucja w Polsce: GM Distribution.

## Spis odcinków
- 1. Myszka nad wodą
- 2. Myszka na wycieczce
- 3. Wyprawa do lasu[2][3]
- 4. Imieniny cioci
- 5. Myszka i mucha
- 6. Myszka i samochód
- 7. Awantura z kretem
- 8. Koncert świerszcza[4]
- 9. Myszka i bocian
- 10. Myszka i kot
- 11. Myszka i włóczęga
- 12. Myszka i sowa
- 13. Zimowa wycieczka

## Informacje dodatkowe
Serial w 2013 roku poddany cyfrowej rekonstrukcji. Odcinki "Imieniny cioci", "Myszka i mucha" i "Koncert świerszcza" wydane na DVD w zremasterowanej wersji w 3 płytach pt. "Podróże Bolka i Lolka i inne bajki", "Porwanie Baltazara Gąbki i inne bajki" i "Miś Kudłatek i inne bajki" z dystrybutorem DMMS Media Distribution.